# Віялохвістка рудолоба
Віялохвістка рудолоба (Rhipidura rufifrons) — вид горобцеподібних птахів родини віялохвісткових (Rhipiduridae).

## Поширення
Вид поширений на півночі та сході Австралії, півдні Нової Гвінеї, Малих Зондських островах, Мікронезії, Північних Маріанських островах та Соломонових островах. Підвид urianae був ендеміком Гуаму, але він не реєструвався з 1984 року і зараз вважається вимерлим. Віялохвістка рудолоба населяє тропічні ліси, дощові ліси, болотні ліси та мангри.

## Опис
Дрібний птах завдовжки 14-17,5 см, більшу частину складає хвіст. Вага — 7,2-10 г. Оперення переважно сіре та чорне, з рудими чолом та основи верхньої частини хвоста. Кінчики крил і хвоста темніші, але край хвоста білий. Нижня сторона тіла також біла з чорним кільцем на шиї і темних лініях знизу. Дзьоб оточений щетиною.

## Підвиди
Таксон містить 18 підвидів:
- Rhipidura rufifrons torrida — (Wallace, 1865) — Хальмахера, Тернате, Бачан і Обі (північні Молуккські острови);
- Rhipidura rufifrons uraniae (Oustalet, 1881) — Гуам, вимер;
- Rhipidura rufifrons saipanensis — (E. J. O. Hartert, 1898) — острови Сайпан і Тініан (Північні Маріанські острови);
- Rhipidura rufifrons mariae — (R. H. Baker, 1946) — острови Агігуан і Рота (Північні Маріанські острови);
- Rhipidura rufifrons versicolor — (Hartlaub & Finsch, 1872) — острів Яп (Федеративні Штати Мікронезії);
- Rhipidura rufifrons agilis — (Mayr, 1931) — острови Санта-Крус (Соломонові острови)
- Rhipidura rufifrons melanolaema — (Sharpe, 1879) — острів Ванікоро (Соломонові острови)
- Rhipidura rufifrons utupuae — (Mayr, 1931) — острів Утупуа (Соломонові острови)
- Rhipidura rufifrons commoda — (E. J. O. Hartert, 1918) — Бугенвіль, Гуадалканал (Соломонові острови)
- Rhipidura rufifrons granti — (E. J. O. Hartert, 1918) — Соломонові острови
- Rhipidura rufifrons brunnea — (Mayr, 1931) — Малаїта (Соломонові острови)
- Rhipidura rufifrons rufofronta — (E. P. Ramsay, 1879) — Гуадалканал (Соломонові острови)
- Rhipidura rufifrons ugiensis — (Mayr, 1931) — острів Угі (Соломонові острови)
- Rhipidura rufifrons russata — (Tristram, 1879) — острів Макіра (Соломонові острови)
- Rhipidura rufifrons kuperi (Mayr, 1931) — острів Санта-Анна (Соломонові острови)
- Rhipidura rufifrons louisiadensis — (E. J. O. Hartert, 1899) — острови Д'Антркасто і Луїзіада (Папуа Нова Гвінея)
- Rhipidura rufifrons intermedia — (North, 1902) — Північно-Східна Австралія
- Rhipidura rufifrons rufifrons — (Latham, 1801) — східна та південно-східна Австралія, поза періодом розмноження на півночі Квінсленда та півдні Нової Гвінеї.